# Ala Nemerenco
Ala Nemerenco (n. 21 august 1959, Soloneț, raionul Soroca, RSS Moldovenească, URSS) este un medic din Republica Moldova, Ministrul Sănătății, doctor în medicină, director al IMSP Clinica Universitară de Asistență Medicală Primară a USMF „Nicolae Testemițanu”, conferențiar universitar la Școala de Management în Sănătate Publică a Universității de Stat de Medicină și Farmacie „Nicolae Testemițanu” .

## Biografie
Ala Nemerenco s-a născut la 21 august 1959 într-o familie de intelectuali. După finalizarea școlii medii nr. 1 din orașul Florești, cu medalie de aur, și-a continuat studiile la Institutul de Stat de Medicină și Farmacie din Chișinău, absolvind în 1982 cu succes facultatea de medicină generală. Și-a început activitatea în calitate de medic internist la Spitalul Clinic Republican, apoi a activat în cadrul fostei policlinici municipale nr. 8 Chișinău ca medic internist. Șef secție terapie a aceleiași policlinici [1995], medic șef adjunct al AMT Centru Chișinău [1998]. Din 2000 a fost transferată în cadrul  USMF „Nicolae Testemițanu”, aducându-și aportul la fondarea Clinicii Universitare de Asistență Medicală Primară, pe care o conduce din 2003 și care într-un timp scurt a devenit un Centru-model de asistență medicală, dar și una din cele mai moderne și cunoscute instituții medicale publice din țară.
Desfășoară activitate didactico-științifică în calitate de conferențiar universitar în cadrul Școlii de Management în Sănătate Publică a USMF „Nicolae Testemițanu” . 
Și-a făcut studiile postuniversitare de doctorat în cadrul USMF „Nicolae Testemițanu" (2003-2007).
În afară de activitățile sale de bază Ala Nemerenco îndeplinește și o serie de alte funcții cu caracter administrativ: specialist principal al Ministerului Sănătății în medicina de familie [2006-2010, 2011], membru a Comisiei de Atestare a medicilor de familie, membru a Senatului USMF „Nicolae Testemițanu”. În calitatea sa de specialist principal al Ministerului Sănătății în medicina de familie, Ala Nemerenco a promovat una din cele mai importante reforme ale sistemului sănătății din Republica Moldova: reforma în asistența medicală primară.
În 2005, Ala Nemerenco a fost nominalizată la Premiul Nobel pentru pace de către Organizația elvețiană „1000 de femei pentru pace”.
A efectuat o serie de stagii de instruire în instituții cu renume de peste hotare și anume:
- Școala de Sănătate Publică și Ocupațională, Haga, Olanda [2008];
- Școala de Sănătate Publică, Universitatea Harvard, Boston, SUA [2008];
- Institutul de Sănătate Publică, Tokio, Japonia [2007];
- Școala de Sănătate Publică Braun, Jerusalem, Israel [2007];
- Universitatea de Medicină, Virginia de Vest, SUA [2001, 2002].

## Distincții
- Conferențiar universitar (2009)
- Doctor în medicină (2008)[6]
- Master în managementul sănătății publice (2007)
- Categorie superioară de calificare profesională în Managementul sănătății publice (2003)
- Cavaler al ordinului „Gloria Muncii” (2010) [7]

Lucrări publicate - Circa 32 lucrări științifice, monografii și manuale.